# Puná (Guayas)
Puná ist eine Ortschaft und eine Parroquia rural („ländliches Kirchspiel“) im Kanton Guayaquil der Provinz Guayas in Ecuador. Sitz der Verwaltung bildet die Ortschaft Puná Nueva, auch als "Puná" bezeichnet. Die Fläche der Parroquia beträgt 894,6 km². Beim Zensus 2010 lag die Einwohnerzahl bei 6769.

## Lage
Die Parroquia Puná umfasst die Insel Puná im Golf von Guayaquil. Der Hauptort Puná Nueva befindet sich an der Nordostspitze der Insel Puná 60 km südlich die Stadtzentrum von Guayaquil.

## Orte und Siedlungen
In der Parroquia gibt es u. a. folgende Ortschaften: Puná Vieja, Cauchiche, Bella Vista, Subida Alta, Aguapiedra, Puerto Chojo, El Zapote Corralito, Campo Alegre und Estero de Boca.

## Geschichte
Die Insel Puná wurde im Jahr 1531 von Francisco Pizarro erobert. Die Parroquia Puná wurde am 13. Oktober 1845 zu Ehren der Schutzpatronin "Virgen de las Mercedes" gegründet. Im Jahr 2009 wurde die Insel und die umliegenden Gewässert aufgrund der vorhandenen Mangrove und Biodiversität zu einem geschützten Gebiet erklärt.